# 勧修寺光豊
勧修寺 光豊（かじゅうじ みつとよ）は、安土桃山時代から江戸時代初期にかけての公卿。官位は従二位・権大納言、贈内大臣。

## 経歴
天正3年（1575年）、准大臣・勧修寺晴豊の子として誕生。天正11年（1583年）に元服する。慶長4年（1599年）、正四位上・参議に叙位・任官する。徳川家康によって江戸幕府が開府されると、初の武家伝奏として幕府との関係融和に尽力した。
慶長17年（1612年）10月25日、病身の際に従二位・権大納言に昇叙されるが、10月26日に薨去。享年38。内大臣を追贈された。
日記に『光豊公記』があり、江戸時代初期の歴史を知る上では重要な史料である。

## 系譜
- 父：勧修寺晴豊（1544-1603）
- 母：土御門有脩の娘
- 正室：太田一吉の娘
  - 男子：勧修寺教豊（1610-1615）
- 養子
  - 男子：勧修寺経広（1606-1688） - 坊城俊昌の子

## 登場作品
- 葵 徳川三代(2000年、NHK大河ドラマ、演 : 井上倫宏)